# (53910) Jánfischer
(53910) Jánfischer – planetoida z pasa głównego asteroid okrążająca Słońce w ciągu 3 lat i 267 dni w średniej odległości 2,4 j.a. Została odkryta 6 kwietnia 2000 roku w obserwatorium astronomicznym Uniwersytet Komeńskiego w Modrej przez Leonarda Kornoša i Dušana Kalmančoka. Nazwa planetoidy pochodzi od Jána Fischera (1905–1980) fizyka teoretycznego i profesora Uniwersytet Komeńskiego w Bratysławie. Przed jej nadaniem planetoida nosiła oznaczenie tymczasowe (53910) 2000 GF4.